# Hell-Cat Maggie
Hell-Cat Maggie – pseudonim członkini gangu Dead Rabbits działającej w latach 1820–1845, postać z amerykańskiego folkloru uważana za legendarną. 

## Życiorys
Miała pochodzić z Irlandii, z której wyjechała w poszukiwaniu nowego życia. Została sierotą. W wieku 8 lat miała dołączyć do irlandzko-amerykańskiego gangu Dead Rabbits. Była znana w Five Points na Manhattanie. Podobno jej zęby były spiłowane w szpic, a palce ozdobione długimi, mosiężnymi paznokciami przypominającymi pazury. Atakując wroga, wydawała charakterystyczny wrzask.
Na początku lat 40. XIX wieku walczyła u boku Dead Rabbits i innych grup z dzielnicy Five Point przeciwko ich rywalom, gangom natywistów z Bowery, zwłaszcza The Bowery Boys. Była jedną z pierwszych kobiet-przestępczyń ery gangów Nowego Jorku, była porównywana do innych sobie podobnych kobiet (Gallus Mag i Battle Annie, czyli Annie Walsh dowodząca żeńskim oddziałem pomocniczym Gopher Gang w latach 70. XIX wieku).

## W kulturze popularnej
W filmie Martina Scorsese Gangi Nowego Jorku (2002) postać Hell-Cat Maggie, gangsterki ulicznej i wojowniczki, grana przez Carę Seymour, jest połączeniem Gallus Mag, Hell-Cat Maggie i Sadie Farell.
Postać pojawia się w powieści historycznej pt. A Passionate Girl autorstwa Thomasa J. Fleminga wydanej w 2003 oraz drugim sezonie serialu Our Flag Means Death.
Firma Phillips Distilling Company wyprodukowała mieszankę irlandzkiej whisky nazwaną na cześć Hell-Cat Maggie, reklamowaną jako trunek „dla tych, którzy sprzeciwiają się konwenansom i robią wszystko po swojemu, w buntowniczy sposób”.
W Belfaście istnieje bar jej imienia.